# Tapiz del Apocalipsis

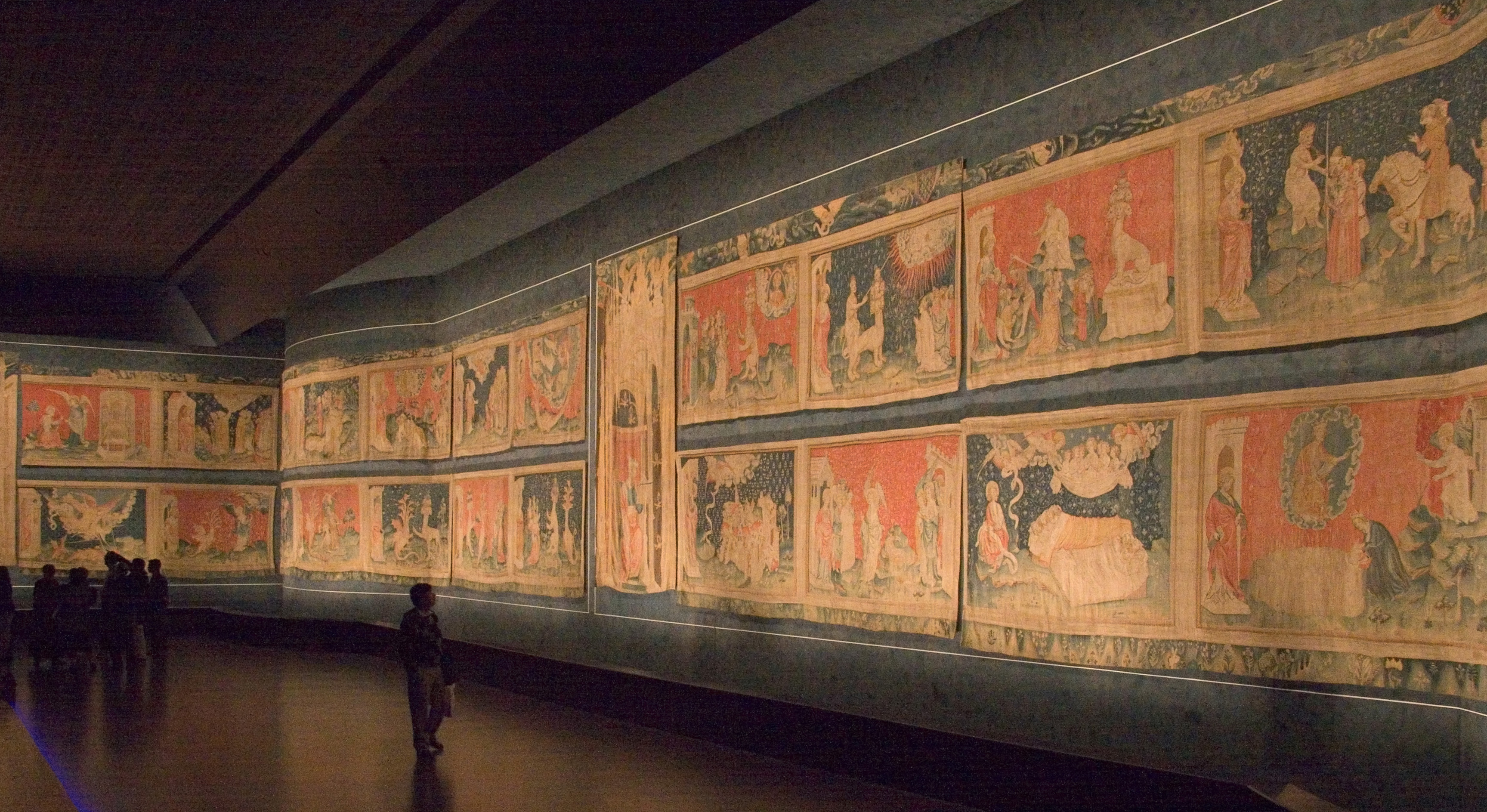
Una parte de las seis piezas que componen el tapiz del Apocalipsis

El Tapiz del Apocalipsis (también conocido como Colgadura del Apocalipsis o Apocalipsis de Angers) es una representación del Apocalipsis de San Juan realizado al final del siglo XIV. El conjunto compuesto de seis piezas es conservado y expuesto en Angers, en el museo del Tapiz del Apocalipsis situado en una larga galería del castillo de Angers. Es el tapiz historiado más antiguo del mundo.

## Historia
El tema del tapiz del Apocalipsis está inspirado por los manuscritos con miniaturas que ilustran el texto del Apocalipsis de San Juan, basados en cartones realizados por de Jean Bondol (también conocido por el nombre de Jean de Bruges), pintor oficial del rey de Francia Carlos V. Constituye el más importante conjunto de tapices medievales del mundo.
Esta monumental colgadura para uso de la nobleza, utilizada en ocasiones solemnes, fue encargada entre 1373 y 1377 al mercader tejedor Nicolas Bataille para el duque Luis I de Anjou. Fue fabricada probablemente en París por Robert Poinçon, en los tallerres de Nicolas Bataille a partir de los cartones de Jean Bondol. Su finalización está datada en los alrededores de 1382. Fue entregada por el rey Renato a la catedral de Angers en el siglo XV. Cuando no estaba presentada en la nave de la catedral, se encontraba conservada en baúles, enrollada sobre sí misma.
Entre finales del siglo XVIII y principios del siglo XIX el tapiz sufrió importantes daños. Este fue en efecto utilizado como alfombras, para cubrir los muros con grietas, como protección para los árboles en invierno o incluso para aislar los establos del frío. El tapiz no es visible actualmente en su totalidad: de los 140 metros de su longitud original, solo un centenar son expuestos. Durante el periodo en que se encontraba guardado en los cofres del tesoro de la catedral fue cuando sus dos últimas secciones sufrieron más intensamente. Afortunadamente, estas fueron puestas a salvo y luego restauradas, sobre todo gracias a la ayuda del canónigo Joubert entre 1843 y 1870.
De 1953 a 1954, el arquitecto jefe de los Monumentos históricos Bernard Vitry construyó una galería en forma de ángulo recto en el emplazamiento de los antiguos edificios que cerraban el patio señorial del castillo de Angers. Esta galería fue modificada en 1998, ya que presentaba grandes ventanales que dejaban penetrar la luz solar y lunar, lo cual degradó enormemente los colores. Hoy en día la colgadura es conservada en la penumbra, a una temperatura constante, lo cual colabora a su conservación.

## Características físicas
Antes de su desmantelamiento, el tapiz medía alrededor de 140 metros de largo y 6 metros de alto, y cubría una superficie total de 850 m2. Se componía en total de seis secciones, que medían cada una 23 metros de largo. Hoy en día, solo 104 metros han podido ser recuperados y son expuestos actualmente, siendo la sexta sección la más incompleta. Las secciones están divididas en un total de 90 escenas diferentes, que alternan sus fondos entre el rojo y el azul según la sección. 
La lana fue el material empleado para la urdimbre y trama. Una lana de colores vivos, teñida con la ayuda de colorantes vegetales, como la gualda para la gama de amarillos, la rubia roja para los rojos y la hierba pastel para los azules. El tapiz es reversible: el reverso es idéntico al anverso, lo cual demuestra el virtuosismo de los tejedores. Se calcula que habría llevado entre 50 y 84 años de trabajo a una sola persona para completar todo el tapiz.

## Reconocimientos
En mayo de 2023 fue inscrito en el Registro de la Memoria del Mundo de la Unesco, por «su forma innovadora, su tema y sus usos lo convierten en una fuente documental insustituible. Ilustrando el último libro de la Biblia, su mensaje pretende ser universal».